# Atypus muralis
Atypus muralis es una especie de araña de telaraña del género Atypus, de la familia Atypidae, orden Araneae. Fue descrita por Bertkau en 1890.
Se distribuye desde Europa Central hasta Turkmenistán. Fue publicada en Das Weibchen einer vierten deutschen Atypus-Art. Verhandlungen Des Naturhistorischen Vereins Der Preussischen Rheinlande Und Westfalens 47: 76-, 77.